# سنتز آکریدین برنتسن
سنتز آکریدین برنتسن (انگلیسی: Bernthsen acridine synthesis) یک واکنش آلی است که طی آن یک دی‌آریل‌آمین به همراه یک کربوکسیلیک اسید(یا انیدرید اسید) و کلرید روی گرم شده و طی واکنش یک استخلاف از آکریدین ایجاد می‌شود.
در صورت استفاده از روی کلرید در واکنش بالا، می‌بایست محتویات واکنش تا ۲۰۰ تا ۲۷۰ درجه سلسیوس و به مدت ۲۴ ساعت حرارت داده شوند. در صورت استفاده از پلی فسفونیک اسید دمای واکنش کاهش پیدا می‌کند اما بازده واکنش با افت مواجه خواهد شد.